# Мигдал Хаемек
Мигдал Хаемек (хебр. מִגְדַּל הָעֶמֶק, у буквалном преводу Кула долине; арап. مجدال هعيمق) је град у Северном округу државе Израел. Имао је 25.636 становника 2018. На узвишењу североисточно од града налази се кула по којој је добио име.

## Историја

### Позадина и оснивање
Пре 1953. године, недалеко од места оснивања Мигдал ХаЕмека постојало је арапско палестинско село, под именом ал-Муџејдил. Оно је постојало бар од 1596. године, када се ова област налазила под контролом Османског царства. Сам град Мигдал ХаЕмек подигнут је на земљи која је припадала становницима села ал-Муџејдил.
Село ал-Муџејдил, које је Мигдал Хаемек заменио, потпуно је уништено у бомбардовању из ваздуха, у јулу 1948. године, за време Арапско-израелског рата (1948), током операције коју су извеле снаге Јишува (бригаде Голани). Након уништења села, његови становници су га трајно напустили, пре него што је Израел успоставио своју независност.
Мигдал Хаемек је основан 1953. године као маабара за Јевреје из арапских земаља, пре него што је постао „град у развоју”. Првобитно место маабаре налазило се западно од данашњег насеља, на брду Шимрон.
Године 1959, током немира у Вади Салибу, Савез Северноафриканаца (фр. Union des Nords-africains) који је предводио Давид Бен Харуш, организовао је велику поворку демонстраната која се упутила према богатим предграђима Хаифе, где је изазвала мању штету, али и велики страх становништва. Овај мали инцидент био је прилика да се изрази социјална неједнакост различитих заједница и дискриминацију Оријенталних Јевреја у Израелу, нереди су се брзо проширили на друге делове земље, углавном у градове са високим процентом популације која има северноафричко порекло као што су Тиберијада, Биршеба и Мигдал Хаемек.".
Главни рабин града је рабин Јицак Довид Гросман, који је 2004. освојио награду Израела за свој рад посвећен социјалној заштити. Сваке године волонтери из омладинског покрета Хабоним Дрор долазе у Мигдал Хаемек да волонтирају у насељу. Обично су укључени чланови Квуцат Јовела, а волонтерски рад укључује наставу у основним и средњим школама и рад са локалним јединицама Маген Давид Адома (израелски „црвени крст”, то јест црвена Давидова звезда).

## Демографија
Према подацима Државног завода за статистику Израела, етнички састав становништва Мигдал Хаемека 2001. је био хомоген, јер су становници били скоро искључиво Јевреји, уз присуство мањег броја нејеврејског и неарапског становништва.
У граду је живело 11.900 мушкараца и 12.200 жена. Јеврејска агенција је у новије време проценила становништво Мигдала ХаЕмека на 28.000, скоро половина становника рођена је у иностранству, и потиче претежно из Русије, са Кавказа, Етиопије, Марока, Ирака и Јужне Америке.

## Образовање
Према подацима Државног завода за статистику Израела у Мигдал Хаемеку су 2001. постојале 22 школе, које је похађало 5.777 ученика: 13 основних школа са 2.995 ученика и 2 средње школе са 2.782 ученика.

## Економија
Многе израелске и светске компаније високе технологије смештене су у три индустријска парка. Међу компанијама су: Тауер Семикондакт`рс (енгл. Tower Semiconductor) ливница, Ар−ес−ел Електроникс (енгл. RSL Electronics) производи контролна и дијагностичка решења за одбрамбену и комерцијалну употребу, Кеј-ел-еј-Тенкор (енгл. KLA-Tencor) производи инспекцијске алате, СиАј Сист`мс (енгл. CI Systems) производи системе за испитивање електрооптике, безконтактне сензоре температуре и хемијске анализаторе течности, Нилит (енгл. Nilit) производи најлон за текстилну индустрију и термопластику за индустријску и комерцијалну употребу, Вишај Интертехнолоџи (енгл. Vishay Intertechnology) производи дискретне и пасивне компоненте полупроводника и Ензимотек (енгл. Enzymotec) производи функционалне липиде.